# Burnt Norton

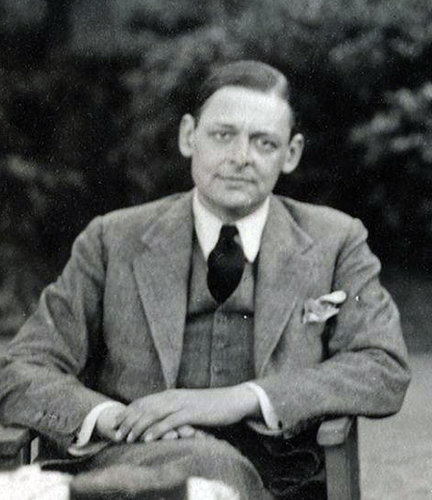
T. S. Eliot

Burnt Norton es el primer poema de Cuatro cuartetos (1943), obra del poeta y dramaturgo anglo-estadounidense T. S. Eliot, quien lo compuso mientras trabajaba en su drama lírico Asesinato en la catedral (1935). Fue publicado por primera vez en una antología poética de 1936, intitulada Collected Poems 1909-1935.
El título del poema remite a la mansión de la familia Cotswolds, visitada por Eliot, cuyo jardín ejerció una fuerte inspiración en el autor. La estructura de Burnt Norton está basada en su anterior poemario La tierra baldía (1922), y algunos de sus pasajes tienen su origen en versos extraídos de Asesinato en la catedral.
La cuestión central que subyace al poema se encuentra en la naturaleza del tiempo y la salvación. Eliot insiste en la necesidad del individuo de habitar el momento presente y de saberse dentro de un orden universal. Solo al ser consciente del tiempo y del orden del cosmos, la humanidad puede reconocer a Dios y encaminarse hacia la redención. Acerca de Burnt Norton, algunos críticos han destacado la singularidad y belleza del poema; otros, por el contrario, consideran que no alcanza la excelencia de su poesía anterior, y que el uso de simbología cristiana lastra la composición.

## Contexto

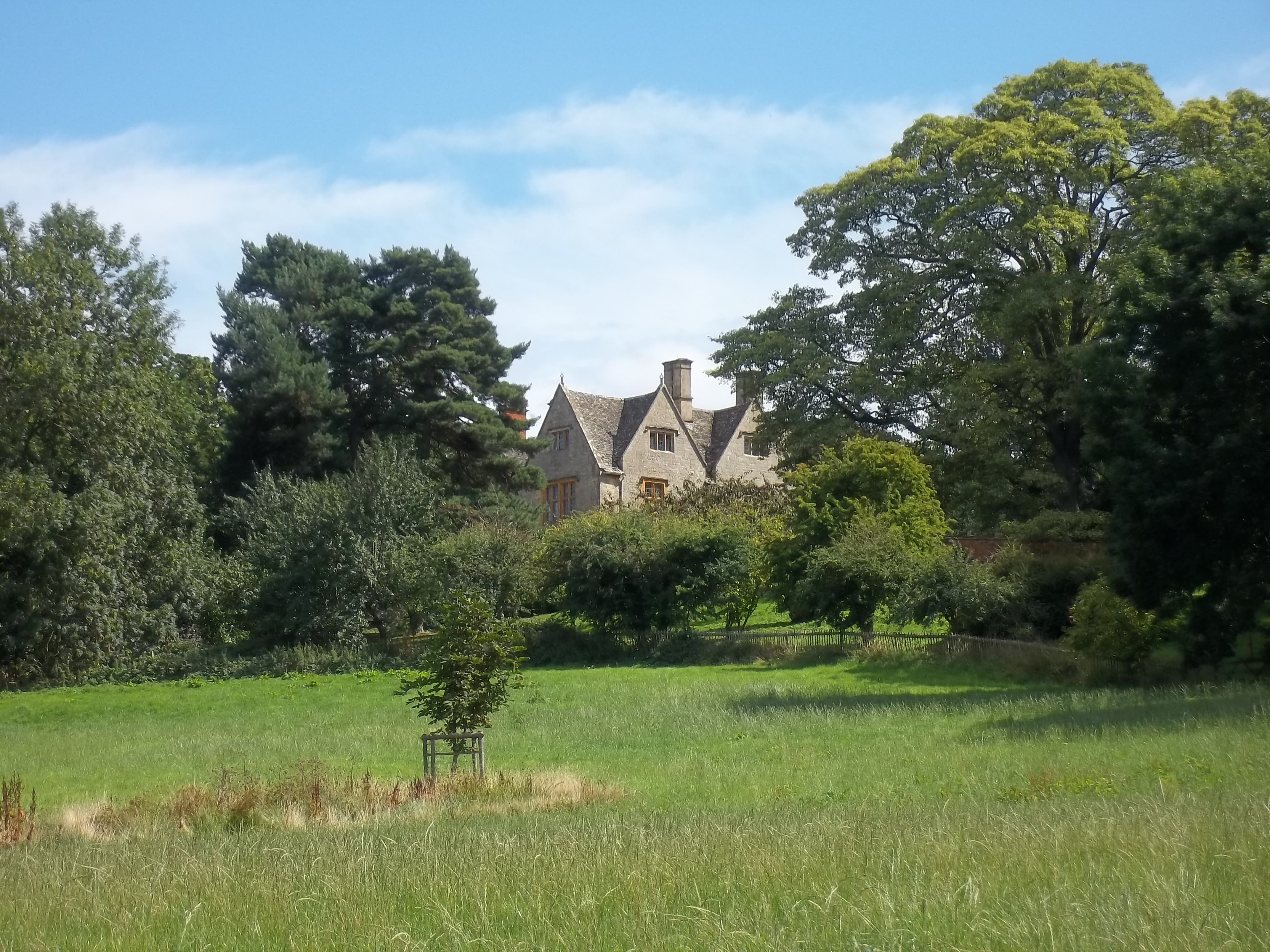
Casa de Burn Norton.

La concepción de Burnt Norton va ligada al drama en verso Asesinato en la catedral, de Eliot. En 1935, el autor compuso el poema mientras trabajaba en el montaje de su obra de teatro. La conexión entre el poema y la obra dramática es profunda, hasta el punto de que muchos de los versos del poema proceden originalmente de Asesinato en la catedral, y que, por consejo de E. Martin Brown, fueron excluidos del texto dramático. Años más tarde, recordaba Eliot:
«Durante la puesta en escena de Asesinato en la catedral se suprimieron algunos pasajes y versos. "No funcionan sobre el escenario", dijo el productor, y yo acaté su decisión humildemente. Sin embargo, aquellos fragmentos permanecieron en mi mente, y, poco a poco, un poema fue cobrando vida en torno a ellos: finalmente, se llamó Burnt Norton.»
Al igual que muchas de las obras de Eliot, el poema fue compilado a partir de varios fragmentos que fueron vueltas a trabajar durante muchos años. Para estructurar el poema, Eliot se dirigió a la organización de The Waste Land.
En 1936, el poema fue incluido en Poemas recogidos 1909-1935, de los cuales se publicaron 11.000 ejemplares; La colección representa simbólicamente la finalización de sus poemas antiguos y su movimiento en obras posteriores. «Burnt Norton era sólo importante poema de Eliot, que se completará durante un período de seis años cuando se volvió a escribir obras de teatro y continuó con su trabajo en los ensayos». El poema fue republicado como una obra independiente en 1941, el mismo año en "East Coker" y "Los Salvajes en seco", dos poemas posteriores de los Cuatro cuartetos, fueron publicados.
El Norton Burnt real es una casa solariega ubicada en Gloucestershire que Eliot visitó con Emily Hale durante 1934. La Norton House original era una mansión incendiada en 1741 por su propietario, Sir William Keyt, que murió en el incendio. «A pesar de que Eliot estaba casado, pasó un montón de tiempo con Hale y posiblemente que se han involucrado con ella si no fuera por su matrimonio. Incluso después de su tiempo en Burnt Norton, Eliot permaneció en estrecha correspondencia con ella y le envió muchos de sus poemas». El señorío real no sirve como un lugar importante dentro del poema. En cambio, es el jardín que rodea la casa que se convirtió en el foco.

## Epígrafes
El poema aparece encabezado por dos epígrafes, atribuidos a Heráclito:
τοῦ λόγου δὲ ἐόντος ξυνοῦ ζώουσιν οἱ πολλοί
ὡς ἰδίαν ἔχοντες φρόνησιν
I. p. 77. Fr. 2.
ὁδὸς ἄνω κάτω μία καὶ ὡυτή
I. p. 89 Fr. 60.
El primero puede traducirse como: "Aunque el Logos es universal, la mayoría vive como si tuviera un entendimiento propio"; la segunda, "El camino arriba y abajo es uno y el mismo."